# Callispa uniformis
Callispa uniformis es un coleóptero de la familia Chrysomelidae.
Fue descrita científicamente por primera vez en 1943 por Uhmann.